# Eikosanoidní receptor
Eikosanoidní receptor je receptor zpravidla spřažený s G proteinem, který se váže na eikosanoidní signální molekuly. Eikosanoidy jsou rychle metabolizovány na neaktivní produkty a působí proto krátce a ilokálně.. Buňky po stimulaci metabolizují arachidonovou kyselinu na eikosanoid, který se pak váže na koreceptory a to na svou mateřské buňku (autokrinní signalizace) nebo na blízké buňky (parakrinní signálizace) a tím se vyvola funkční odpověď v rámci omezené oblasti tkáně, např. zánětlivou reakci na invazi patogenu. V některých případech však syntetizováný eikosanoid se šíří krví a působí jako pseudo hormonální messenger pro spuštění systémové a koordinované reakce tkáně, např. prostaglandin (PG) E2 cestuje do hypothalamu a vyvolá febrilní reakce (viz Horečka#uvolňování PGE2). Příkladem receptoru nespřaženého s G proteinem je PPAR-γ nukleární receptor.

## Druhy lidských eikosanoidníchneuroreceptorů
(lidské eicosanoidní receptory spřažené s G proteinem dle typu of eikosanoidového ligandu, které se na ně váže):

### Leukotrieny
BLT1 (Leukotrien B4 receptor) – BLT1 je primární receptor pro leukotrien B4. Aktivace BLT1 je spojena s protizánětlivou reakcí v tkáni
BLT2, CysLT1 (Cysteinový leukotrienní receptor 1), CysLT2 (Cysteinový leukotriení receptor 2) – Aktivace CysLT2 souvisí a alergickou reakcí.
GPR99/OXGR1 – nebo také 2-oxoglutarátový receptor 1 (OXGR1) nebo cysteinní leukotrienový receptor E (CysLTE), je třetí CysLTR receptor; oproti CYSLTR1 a CYSLTR2, GPR99 se váže více na Leukotrien E4 neý na leukotrien C4 nebo leukotrien D4. GPR99 je také slabým receptorem pro 2-oxoglutarát. Aktivace souvisí s alergickou reakcí.
GPR17 exprimovaný v CNS je receptorem pro leukotrien C4, D4 a E4 a puriny, adenosintrifosfát and uridyndifosfát a glykosilované uridindifosfáty a souvisí s demyelinazí Poslední výzkumy ale tyto poznatky zpochybnily.

### Lipoxiny
ALX/FPR2 nebo FPR2, ALX, ALX/FPR, formyl peptide receptor-like 1) – FPR2 je receptorem pro lipoxin A4 a 15-epi-Lipoxin A4 (nebo AT-LxA4)

### Resolvin E
Resolvin E nebo chemokinový receptor 1 nebo ChemR23 je receptorem pro eikosanoidy resolvin E1 a 18S-resolvin E2, chemerin, a adipokinový protein Resolvin aktivuje tento receptor jiným způsobem, než chemerin: resolvin ho potlačuje chemerin stimuluje za účelem pro-ánětlivé reakce v cílových buňkách

### Oxoeikosanoidy
Oxoeikosanoid (OXE) receptor 1 – OXER1
Prostanoidy
Prostanoidové a prostaglandinové receptory
Pod prostanoidy spadají prostaglandiny, tromboxíny a prostacyklíny. Sedm strukturně podobných prostanoidních receptorů je zařazeno do tří kategorií podle typu dráhy buněčné aktivace a aktivity, kterou regulují.